# François-Honoré-Georges Jacob-Desmalter

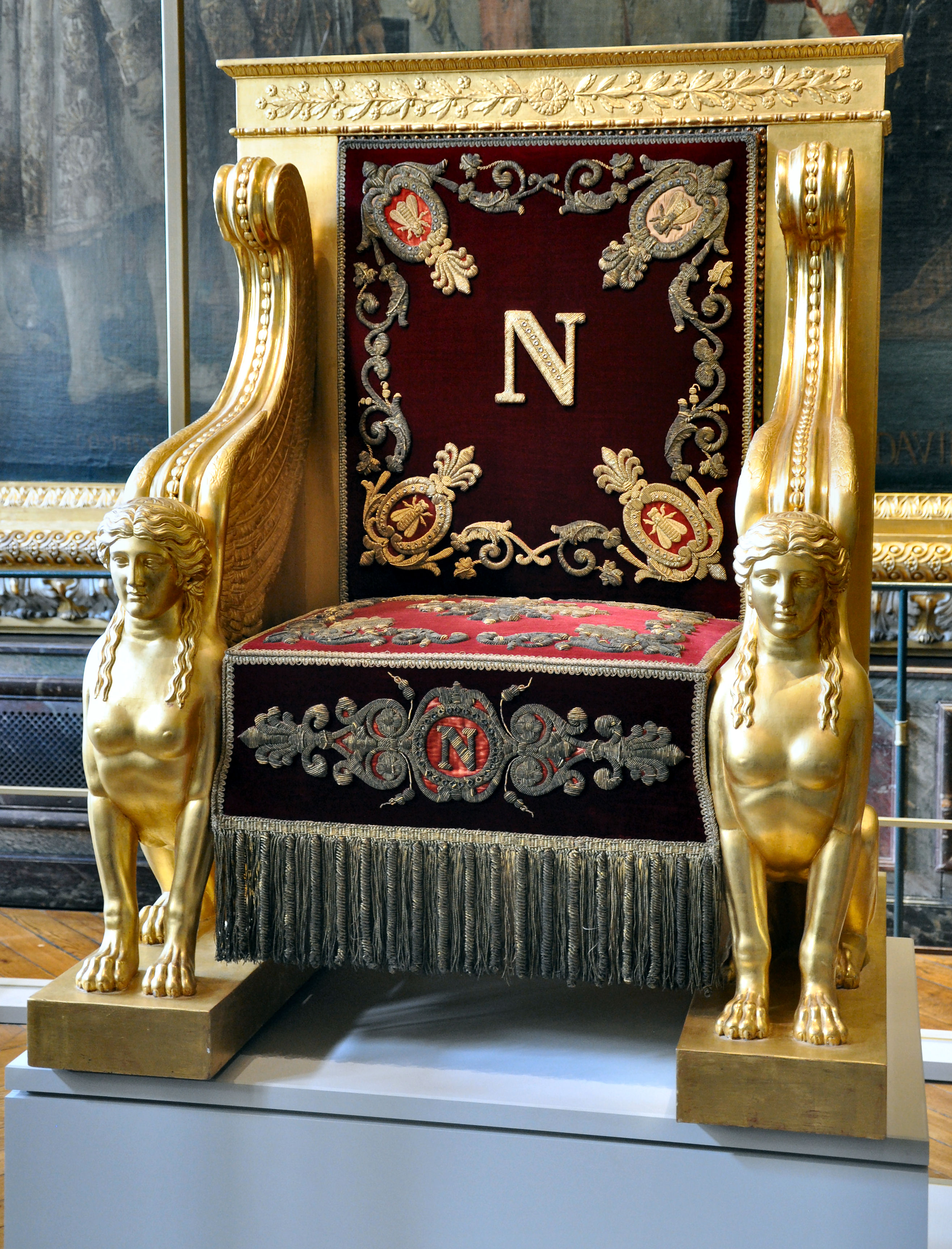
Tronul lui Napoleon pentru a prezida Senatul, 1804

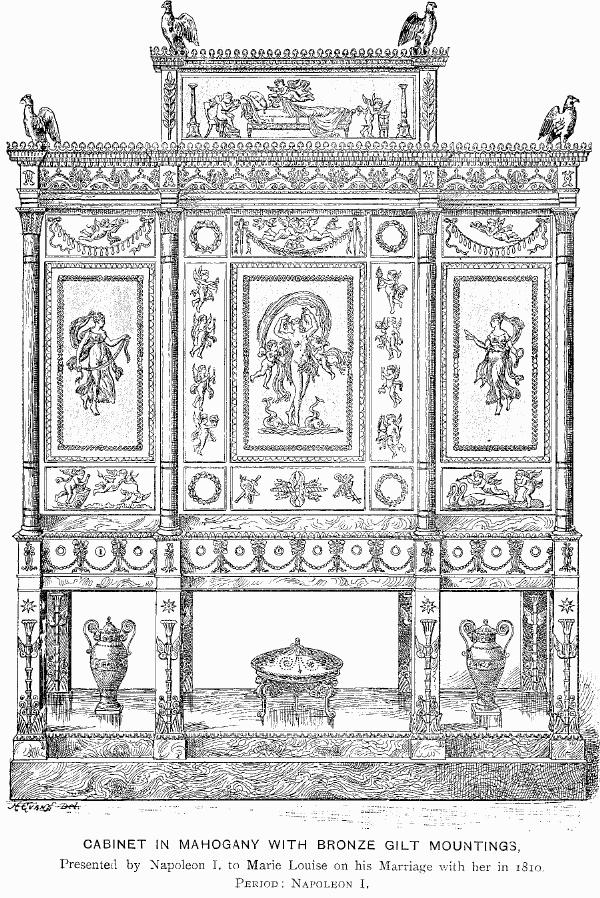
Dulap cu bijuterii, 1809 (Muzeul Luvru)

François-Honoré-Georges Jacob-Desmalter (n. 6 februarie 1770, Paris, Regatul Franței – d. 18 august 1841, Paris, Franța) a fost un fabricant de mobilă⁠(d) care ulterior a condus unul dintre cele mai de succes și influente ateliere de profil din Paris, între 1796 și 1825. Fiul lui Georges Jacob⁠(d), un remarcabil fabricant de scaune care a lucrat în stilul Ludovic al XVI-lea și în stilul Directoire din prima fază a neoclasicismului și care a realizat multe comenzi regale, Jacob-Desmalter, în parteneriat cu fratele său mai mare, a preluat atelierul familiei în 1796. Eliberat de restricțiile breslei pariziene ale Vechiului Regim, atelierul a început să producă atât piese de mobilier placate, cât și mobilierul sculptat și rotunjit pentru șezuturi (menuiserie). După moartea fratelui său, Jacob-Desmalter l-a adus pe tatăl său de la pensie și a dezvoltat unul dintre cele mai mari ateliere de mobilier din Parisul napoleonian.
Mobilierul în stil Empire produs de firma Jacob-Desmalter et Cie („și Compania”) din rue Meslée, Paris, folosea în principal furniruri de mahon cu decorațiuni din bronz aurit. Formele de mobilier pentru șezut, realizate din mahon atunci când nu erau pictate sau aurite, s-au inspirat din scaunele și tronurile din Antichitate, recunoscute prin detalii de pe basoreliefuri și de pe vaze grecești. Jacob-Desmalter, principalul furnizor de mobilier al împăratului, a primit, de asemenea, comenzi de la Pauline Borghese, sora lui Napoleon din Roma, și de la împărătesele Joséphine și Marie Louise, cărora le-a furnizat numeroase piese destinate Castelului Malmaison, Castelului Compiègne, Palatului Tuileries și altor reședințe imperiale. Comenzile importante au inclus un leagăn magnific construit pentru pruncul Rege al Romei și cel mai scump articol, cabinetul pentru bijuterii al împărătesei, livrat în 1809 pentru dormitorul oficial al împărătesei Joséphine din Tuileries (ulterior folosit de de Marie-Louise). Acesta a fost proiectat de arhitectul Charles Percier⁠(d) și decorat cu plăci din bronz aurit: cea centrală, conform descrierii sale originale, reprezenta „Nașterea Reginei Pământului, căreia Cupidonii și Zeițele îi auc ofrandele lor” realizată de cel mai renumit lucrător în bronz al imperiului, Pierre-Philippe Thomire⁠(d), după un modelat creat de Antoine-Denis Chaudet⁠(d).
În mare măsură dependentă de comenzile lui Napoleon, firma a dat faliment în 1813, când datoriile imperiale au crescut în ultima fază a Imperiului Napoleonian. Jacob-Desmalter, însă, a reușit să redreseze compania, iar comenzile au revenit după 1815. A continuat să o conducă până când fiul său, Georges-Alphonse, i-a succedat în 1825.